# Volutopsius castanea
Volutopsius castanea är en snäckart som först beskrevs av Morch 1858.  Volutopsius castanea ingår i släktet Volutopsius och familjen valthornssnäckor. Inga underarter finns listade i Catalogue of Life.